# Aculepeira vittata
Aculepeira vittata är en spindelart som först beskrevs av Gerschman och Rita Delia Schiapelli 1948.  Aculepeira vittata ingår i släktet Aculepeira och familjen hjulspindlar. Inga underarter finns listade i Catalogue of Life.